# 덴리시
덴리시(일본어: 天理市)는 일본 나라현 북중부에 있는 시이다. 일본에서 유일하게 종교 단체의 명칭을 자치단체 이름으로 사용하고 있는 곳으로, 중심부에는 천리교 관련 시설이 집중하는 등 종교 도시로 알려져 있다.

## 지리
나라현 북중부에 위치한다. 시내를 동서로 니시메이한 자동차도, 메이한 국도가 관통하고 남북축과 만나는 교통의 요지가 되고 있다. 동부는 다이와 고원 등이 있는 산간지이고 서부는 나라 분지에 포함되는 평지이다. 중심부에는 이소노카미 신궁, 오오야마도 신사와 같은 천리교 관련 시설이 집중되어 있어 종교 도시의 성격을 가진다. 서부는 긴키 닛폰 철도와 서일본 여객철도 연선이며 주택지로 개발되어 오사카의 주택 지역으로 기능하고 있다.

## 역사
- 1954년 4월 1일 - 야마베군 단바이치정, 나카이도촌, 조와촌, 후쿠스미촌, 소에카미군 이치노모토정, 시키군 야나기모토정이 합병해 나라현의 4번째 시로 탄생했다. 천리교의 본부가 단바이치정에 있었던 것에서 착안하여 새로운 시명이 선택되었지만 교단 측은 "야마노베시"를 추천했다.

## 교통

### 철도
- 서일본 여객철도 사쿠라이선
  - (← 나라시 오비토케역) - 이치노모토역 - 덴리역 - 나가라역 - 야나기모토역 - (사쿠라이시 마키무쿠역 →)

- 긴키 닛폰 철도 덴리선
  - (← 야마토코리야마시 히라하타역) - 니카이도역 - 센자이역 - 덴리역

### 도로
- 니시메이한 자동차도(일본어판)
- 메이한 국도(일본어판)
- 게이나와 자동차도(일본어판)
- 국도 24호선
- 국도 25호선
- 국도 169호선

## 자매 도시
- 대한민국 충청남도 서산시